# Douanes finlandaises
Les douanes finlandaises (en finnois : Suomen tulli ; en suédois : Finlands tull) sont une administration publique finlandaise sous tutelle du ministère des Finances de Finlande.

## Présentation
La douane finlandaise est une autorité qui contrôle les mouvements transfrontaliers de marchandises et perçoit les droits de douane et autres taxes à l'importation. Le rôle des douanes est de contrôler et de gérer les flux commerciaux internationaux afin de promouvoir le commerce extérieur légal et de prévenir le commerce illégal. Les bureaux de douane à la frontière effectuent également des contrôles sur le trafic passagers et l'état des véhicules. Le trafic de passagers est supervisé par les gardes-frontières et les inspecteurs du contrôle technique, mais pour des raisons pratiques, ces autorités coopèrent.
Les douanes sont une organisation nationale de gestion de la fiscalité, de contrôle et pour le commerce intérieur et extérieur de l'Union européenne, qui met en œuvre la politique douanière commune de l'Union européenne. 
Les douanes perçoivent les droits de douane, les droits d'importation et la taxe sur la valeur ajoutée (TVA) sur les échanges avec les pays tiers. 
La taxe sur les voitures et les droits d'accise ont été transférés à l'administration fiscale le 1er janvier 2017 et la TVA à l'importation le 1er janvier 2018. Les douanes ont collecté environ 2,9 milliards d'euros de taxes et de droits en 2017,. 
Les douanes emploient environ 1 900 personnes.